# Whisper (serie de televisión coreana)
Whisper (en hangul 귓속말; RR:  Gwitsokmal ) es una serie televisiva surcoreana de 2017, dirigida por Lee Myoung-woo y protagonizada por Lee Bo-young, Lee Sang-yoon, Kwon Yul y Park Se-young. Consta de diecisiete capítulos, que se emitieron por el canal SBS del 27 de marzo al 23 de mayo de 2017, los lunes y martes a las 22:00 (hora local de Corea).

## Sinopsis
Shin Young-joo (Lee Bo-young) es una carismática jefa de policía femenina apasionada de su trabajo. Su familia pasa por dificultades financieras y tiene que luchar contra ello y pagar las deudas familiares. Habla con dureza, pero tiene un corazón de oro.
Lee Dong-joon (Lee Sang-yoon) es un juez de élite virtuoso, de mente brillante y de buen corazón, y está dispuesto a ayudar a las personas débiles que necesitan un oído atento.
Ambos forman una alianza para descubrir la corrupción de la industria de defensa en Taebaek Law Firm, el bufete de abogados más grande del país, en lo que resulta ser uno de los escándalos más importantes de la historia.

## Reparto

### Principal
- Lee Bo-young como Shin Young-joo.[2] Una jefa de sección de la división criminal que luchó contra la difamación injustificada de su padre, pero fracasó y fue despedida del servicio de policía. Posteriormente, asumió otra identidad como encubierta en Taebaek Law Firm.

- Lee Sang-yoon como Lee Dong-joon.[3] Conocido como un juez justo que se rige por la ley y no vacila ante la tentación, pero cae en una situación desesperada por la que tiene que trabajar para Taebaek Law Firm.

- Kwon Yul como Kang Jung-il.[4] Abogado y jefe del equipo de fusiones y adquisiciones corporativas en Taebaek Law Firm.

- Park Se-young como Choi Soo-yeon.[4] Frívola, indiferente y sarcástica. Hija del CEO de Taebaek Law Firm

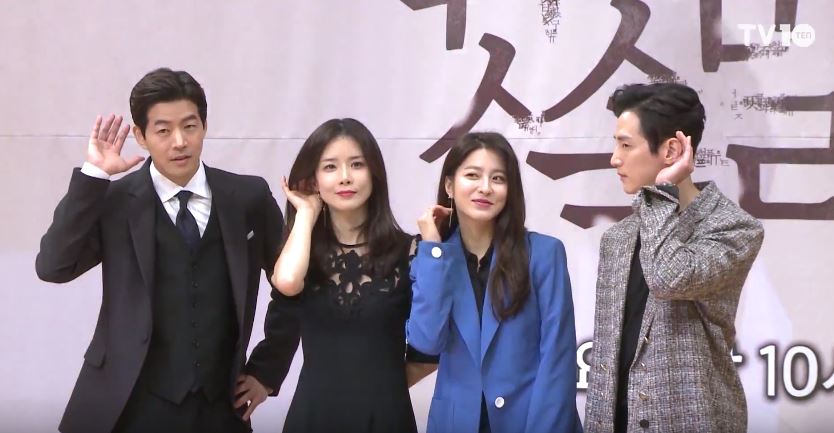
El reparto principal de la serie en la rueda de prensa que hace el "gesto de murmullo". De izquierdo: Lee Sang-yoon, Lee Bo-young, Park Se-young, Kwon Yul.

### De apoyo

#### Personas en el bufete de abogados Taebaek
- Kim Kap-soo como Choi Il-hwan, CEO de Taebaek y padre de Soo-yeon.
  - Lee Ji-hoon como el joven Choi Il-hwan (cameo).
- Kim Hong-pa como Kang Yoo-taek, padre de Jung-il. Presidente de Bo-gook Industries.
  - Lee Si-eon como el joven Kang Yoo-taek.
- Moon Hee-kyung como Yoon Jung-ok, madre de Soo-yeon.
- Jo Dal-hwan como Jo Kyung-ho, amigo íntimo de Jung-il.
- Yoon Joo-hee como Hwang Bo-yeon, asistente personal de Soo-yeon.
- Kim Hyung-mook como Song Tae-gon, secretario de Choi Il-hwan.
- Kim Roi-ha como Baek Sang-goo, esbirro contratado por Taebaek.

#### Personas cercanas a Lee Dong-joon
- Kim Chang-wan como Lee Ho-bum, director del Hospital Hangang y padre de Dong-joon.
- Sora Jung como Jung Mi-kyung, madrastra de Dong-joon.
- Jo Seung-yoon como Lee Dong-min, hijo del padre y la madrastra de Dong-joon.
- Heo Jae-ho como Noh Ki-yong, subordinado de Dong-joon.
- Won Mi-kyung como Ahn Myung-sun, madre de Dong-joon.

#### Personas cercanas a Shin Young-joo
- Kang Shin-il como Shin Chang-ho, padre de Young-joo; acusado falsamente del asesinato de su mejor amigo para evitar que denunciara irregularidades.
- Kim Hae-sook como Kim Sook-hee, madre de Young-joo.
- Lee Hyun-jin como Park Hyun-soo, exnovio de Young-joo, la engañó por sus propios intereses egoístas.
- Jung Yi-yeon como Jo Yeon-hwa, amigo cercano de Young-joo, cuya identidad Young-joo tomó prestada por un tiempo.

### Apariciones especiales
- Choi Hong-il como Kim Sang-shik (amigo cercano de Chang-ho) (ep. 1).
- Jeon Gook-hwan como Jang Hyun-guk (presidente del Tribunal Supremo).
- Jo Kyung-sook.
- Eum Moon-suk como subordinado de Baek Sang-goo (ep. 6).
- Cho Jae-hyun como Lee Tae-joon (ep. 17).
- Seo Ji-hye como Choi Yeon-jin (ep. 17).

## Producción
La primera lectura del guion tuvo lugar el 24 de enero de 2017 en el Centro de Producción SBS Tanhyeon-dong, Ilsanseo-gu, Goyang-si, Gyeonggi-do, Corea del Sur. El rodaje comenzó el 1 de febrero de 2017.
La serie se presentó el 24 de marzo de 2017 en la sede de SBS.
Antes de que se titulara Whisper, su título provisional era Advance (coreano: 진격; RR: Jinkyeok). El guionista Park Kyung-soo lo escribió originalmente como un drama médico, pero luego lo refundió como un drama policial, hasta que SBS lo descartó por completo. Sin embargo, en diciembre de 2016, la emisora dio vía libre al proyecto y fue reformado de nuevo como un melodrama de suspenso y legal.
Lee Bo-young y Lee Sang-yoon se reunieron para esta miniserie después de haber protagonizado juntos la serie dramática de KBS2 de 2012 My Daughter, Seo Yeong. Lee Bo-young y Kim Hae-sook se reunieron como hija y madre después de interpretar los mismos papeles de hija y madre en I Can Hear Your Voice.

## Índices de audiencia
En la tabla siguiente, en azul aparecen los índices más bajos, y en rojo los más altos.
| Capítulo | Fecha de emisión    | Índices de audiencia | Índices de audiencia | Índices de audiencia | Índices de audiencia |
| Capítulo | Fecha de emisión    | TNmS                 | TNmS                 | AGB Nielsen          | AGB Nielsen          |
| Capítulo | Fecha de emisión    | Nacional             | Seúl                 | Nacional             | Seúl                 |
| -------- | ------------------- | -------------------- | -------------------- | -------------------- | -------------------- |
| 1        | 27 de marzo de 2017 | 15,4% (4.ª)          | 19,1% (3.ª)          | 13,9% (4.ª)          | 16,1% (4.ª)          |
| 2        | 28 de marzo de 2017 | 12,9% (5.ª)          | 15,3% (4.ª)          | 13,4% (5.ª)          | 14,9% (4.ª)          |
| 3        | 3 de abril de 2017  | 16,3% (4.ª)          | 19,8% (3.ª)          | 13,8% (4.ª)          | 14,1% (4.ª)          |
| 4        | 4 de abril de 2017  | 14,2% (4.ª)          | 16,3% (4.ª)          | 15,0% (4.ª)          | 16,7% (4.ª)          |
| 5        | 10 de abril de 2017 | 13,5% (4.ª)          | 15,2% (4.ª)          | 14,9% (4.ª)          | 16,0% (4.ª)          |
| 6        | 11 de abril de 2017 | 13,0% (4.ª)          | 16,2% (4.ª)          | 14,9% (4.ª)          | 15,7% (4.ª)          |
| 7        | 17 de abril de 2017 | 12,9% (6.ª)          | 15,4% (4.ª)          | 14,9% (4.ª)          | 15,5% (4.ª)          |
| 8        | 18 de abril de 2017 | 13,1% (5.ª)          | 15,9% (4.ª)          | 16,0% (4.ª)          | 16,9% (3.ª)          |
| 9        | 24 de abril de 2017 | 13,4% (4.ª)          | 14,9% (4.ª)          | 15,5% (4.ª)          | 17,1% (3.ª)          |
| 10       | 25 de abril de 2017 | 10,9% (7.ª)          | 13,0% (4.ª)          | 11,9% (5.ª)          | 12,5% (5.ª)          |
| 11       | 1 de mayo de 2017   | 13,4% (4.ª)          | 14,5% (5.ª)          | 16,0% (3.ª)          | 17,2% (3.ª)          |
| 12       | 2 de mayo de 2017   | 13,1% (2.ª)          | 15,0% (1.ª)          | 15,9% (1.ª)          | 17,1% (1.ª)          |
| 13       | 8 de mayo de 2017   | 13,5% (4.ª)          | 15,0% (5.ª)          | 15,8% (4.ª)          | 16,8% (3.ª)          |
| 14       | 15 de mayo de 2017  | 13,1% (6.ª)          | 14,1% (4.ª)          | 17,0% (4.ª)          | 18,2% (2.ª)          |
| 15       | 16 de mayo de 2017  | 13,3% (5.ª)          | 14,4% (5.ª)          | 16,4% (4.ª)          | 17,1% (3.ª)          |
| 16       | 22 de mayo de 2017  | 15,2% (4.ª)          | 17,0% (4.ª)          | 19,2% (2.ª)          | 20,1% (2.ª)          |
| 17       | 23 de mayo de 2017  | 15,8% (2.ª)          | 17,5% (2.ª)          | 20,3% (2.ª)          | 21,8% (2.ª)          |
| Promedio | Promedio            | 13,71%               | 15,81%               | 15,58%               | 16,70%               |

## Premios y candidaturas
| Año  | Premio               | Categoría                                                      | Candidato      | Resultado | Ref.        |
| ---- | -------------------- | -------------------------------------------------------------- | -------------- | --------- | ----------- |
| 2017 | SBS Drama Awards     | Character of the Year                                          | Kim Kap-soo    | Candidato | [ 8 ] [ 9 ] |
| 2017 | SBS Drama Awards     | Premio de gran excelencia, Actor en una serie de lunes-martes  | Lee Sang-yoon  | Candidato | [ 8 ] [ 9 ] |
| 2017 | SBS Drama Awards     | Premio de gran excelencia, Actriz en una serie de lunes-martes | Lee Bo-young   | Ganadora  | [ 8 ] [ 9 ] |
| 2017 | SBS Drama Awards     | Premio de excelencia, Actor en una serie de lunes-martes       | Kwon Yul       | Ganador   | [ 8 ] [ 9 ] |
| 2017 | SBS Drama Awards     | Premio de excelencia, Actriz en una serie de lunes-martes      | Park Se-young  | Ganadora  | [ 8 ] [ 9 ] |
| 2017 | SBS Drama Awards     | Mejor actor de reparto                                         | Kim Hyung-mook | Candidato | [ 8 ] [ 9 ] |
| 2017 | 1st The Seoul Awards | Mejor actriz                                                   | Lee Bo-young   | Candidata |             |